# Francesca Muñoz
Francesca Elizabeth Andrea Muñoz González (Concepción, 7 de março de 1980) é uma professora de inglês chilena e política do partido Renovação Nacional (RN). Atualmente trabalha como deputada do Distrito No. 20 da Região de Biobío.
Filha de Juan Ricardo Muñoz Roa e Magdalena del Carmen González Manríquez.
Completou o ensino básico e secundário no Liceu Comercial Enrique Oyarzún Mondaca, em Concepción e completou os estudos superiores na Universidade de Concepción, onde se formou como professora de inglês.
Ela é casada com Héctor Muñoz Uribe, vereador da comuna de Concepción (com quem tem dois filhos; Francesca e Juan), e junto com ele criou o movimento universitário Movimiento Águilas de Jesús na Universidade de Concepción. Ela tem sido contra os projetos de aborto em três causas, identidade de gênero e casamento igualitário promovidos pelo governo de Michelle Bachelet.
Até o final de 2017, trabalhou como professora de inglês na Escola Enrique Soro, em San Pedro de la Paz.
Militante da Renovação Nacional. Nas eleições parlamentares de 2013, apresentou-se como candidata a deputada pelo Distrito nº 44 da Região de Biobío, obtendo 15.184 votos equivalentes a 8,77% dos votos, não sendo eleita.
Em seguida, nas eleições municipais de 2016, concorreu como prefeita da comuna de Chiguayante, não sendo eleita após obter 1.834 votos equivalentes a 7,93% dos votos.
Nas eleições parlamentares de 2017, foi eleita deputada apoiada pelo partido Renovação Nacional, representando o 20º Distrito (Chiguayante, Concepción, Coronel, Flórida, Hualpén, Hualqui, Penco, San Pedro de la Paz, Santa Juana, Talcahuano e Tomé). Região do Biobío, para o período 2018-2022. Obteve 23.140 votos equivalentes a 6,9% dos votos validamente expressos.
Em 14 de março de 2018, torna-se membro das Comissões Permanentes de Relações Exteriores, Assuntos Interparlamentares e Integração Latino-Americana; e Família e Idosos. Da mesma forma, em 3 de julho do mesmo ano, foi membro da Comissão Especial de Investigação dos programas governamentais classificados como de desempenho insuficiente, conforme lista anexada à solicitação, e as razões administrativas e orçamentárias que explicariam seu resultado (CEI 8). Faz parte da Comissão Parlamentar do RN.